# Larsen Bay (Alaska)
Larsen Bay (Alutiiq: Uyaqsaq) ist ein Ort mit dem Status einer City im Kodiak Island Borough in Alaska. Das U.S. Census Bureau ermittelte bei der Volkszählung 2020 eine Einwohnerzahl von 34.

## Geographie
Larsen Bay befindet sich am Ausgang der namengebenden Bucht zur Uyak Bay an der Nordwestküste von Kodiak Island knapp 100 km westsüdwestlich vom Inselhauptort Kodiak. Der Ort verfügt über den Flugplatz Larsen Bay. Larsen Bay ist nur über den Luft- oder Seeweg erreichbar. In der näheren Umgebung gibt es mehrere Lodges für Touristen.

## Geschichte
Larsen Bay liegt im traditionellen Stammesgebiet der Alutiiq. Im 19. Jahrhundert wurde an der Uyak Bay eine Gerberei errichtet. Während dem Zensus im Jahr 1890 gab es das Eingeborenendorf Uyak an der Westküste der Bucht, das nach Peter Larsen, einem Kürschner, umbenannt wurde. Im Jahr 1911 errichtete die „Alaska Packers Association“ eine Fischkonservenfabrik. Die Anlage wurde später von „Ocean Beauty Seafoods“ erworben, die sich 2020 mit „Icicle Seafoods“ zu „OBI Seafoods“ vereinigte. OBI gab Anfang 2024 bekannt, die nur während den Sommermonaten betriebene Anlage zu schließen.
1974 erhielt Larsen Bay den Status einer „City“. Larsen Bay erlangte 1991 landesweite Aufmerksamkeit, als die Smithsonian Institution die sterblichen Überreste von 756 Alutiiq repatriierte, die 50 Jahre zuvor gemäß dem Native American Graves Protection and Repatriation Act entführt worden waren. Die Überreste wurden nach russisch-orthodoxen Grundsätzen wiederbestattet und in einem Massengrab beigesetzt. Dies war die größte Repatriierung von sterblichen Überresten der Ureinwohner, die das Smithsonian durchgeführt hat.

## Demografie
Zum Zeitpunkt der Volkszählung im Jahre 2020 (U.S. Census 2020) hatte Larsen Bay 34 Einwohner auf einer Landfläche von 10,44 km². Von den Einwohnern waren 5 Weiße sowie 27 Indigene.
Beim Zensus im Jahr 2000 wurden 115 Einwohner gezählt, 2010 waren es 87. Die Bevölkerungsentwicklung war in den letzten Jahren rückläufig.